# Sinkronizacija (tonska obrada)
Sinkronizacija, poznata i kao tonska obrada, odnosi se na postupak usklađivanja zvuka s vizualnim materijalom. Sinkronizacija se koristi u filmskoj, televizijskoj i animacijskoj industriji, ali i u videoigrama, radijskim dramama i drugim medijima gdje je potrebna koordinacija između zvuka i slike.